# Zofia Niwińska
Zofia Niwińska (ur. 15 maja 1909 w Mińsku Mazowieckim. zm. 15 stycznia 1994 w Krakowie) – polska aktorka teatralna i filmowa, tancerka.

## Życiorys

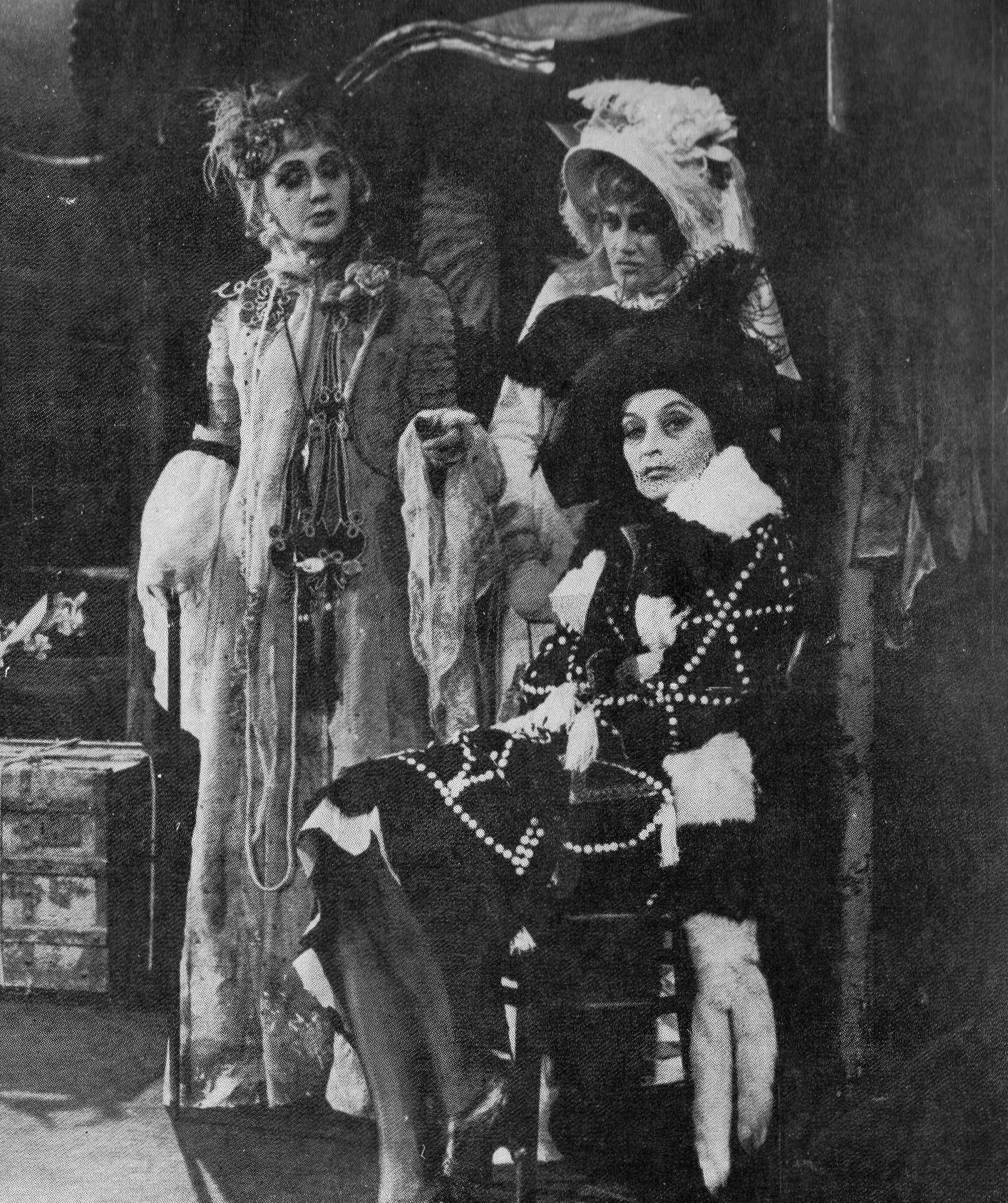
Zofia Niwińska (po lewej), Halina Kuźniakówna i Ewa Lassek, Wariatka z Chaillot, Kraków, 1964.

Karierę sceniczną rozpoczęła w 1920 roku jako tancerka, występując na scenie Teatru Wielkiego w Warszawie oraz w warszawskim kabarecie "Czarny Kot". Wskutek choroby płuc zrezygnowała z tańca, poświęcając się aktorstwu. W 1927 roku ukończyła Oddział Dramatyczny przy Konserwatorium Muzycznym w Warszawie. W okresie przedwojennym występowała m.in. w Teatrze Miejskim w Bydgoszczy (1927–1929), Teatrze na Pohulance w Wilnie (1929-1931), Teatrze Polskim w Poznaniu (1931-1933) oraz w warszawskich teatrach Towarzystwa Krzewienia Kultury Teatralnej (1933-1939). W 1935 roku zadebiutowała w produkcji filmowej. W tym samym roku zawarła związek małżeński z aktorem Jerzym Pichelskim; małżeństwo zakończył się rozwodem zimą 1943/1944.
Lata II wojny światowej spędziła w stolicy, pracując jako kelnerka w kawiarni U Aktorek, a od 1941 roku - występując w teatrach jawnych. Po zakończeniu walk, w latach 1945-1947 występowała w Teatrze Śląskim w Katowicach. Następnie przeniosła się do Krakowa, gdzie najdłużej była związana z zespołem Starego Teatru im. Heleny Modrzejewskiej (1947-1984). Występowała również na deskach Teatru im. Juliusza Słowackiego (1947-1954) oraz na innych scenach krakowskich. Była prezesem oraz zasłużonym członkiem oddziału ZASP w Krakowie.

Wystąpiła w siedemnastu spektaklach Teatru Telewizji (1969-1989) oraz dwunastu audycjach Teatru Polskiego Radia (1955-1988). W 1967 roku otrzymała nagrodę Miejskiej Rady Narodowej w Krakowie za wybitne osiągnięcia aktorskie oraz za wieloletnie upowszechnianie sztuki teatralnej.
Została pochowana na Cmentarzu Salwatorskim w Krakowie (sektor SC11-13-4).

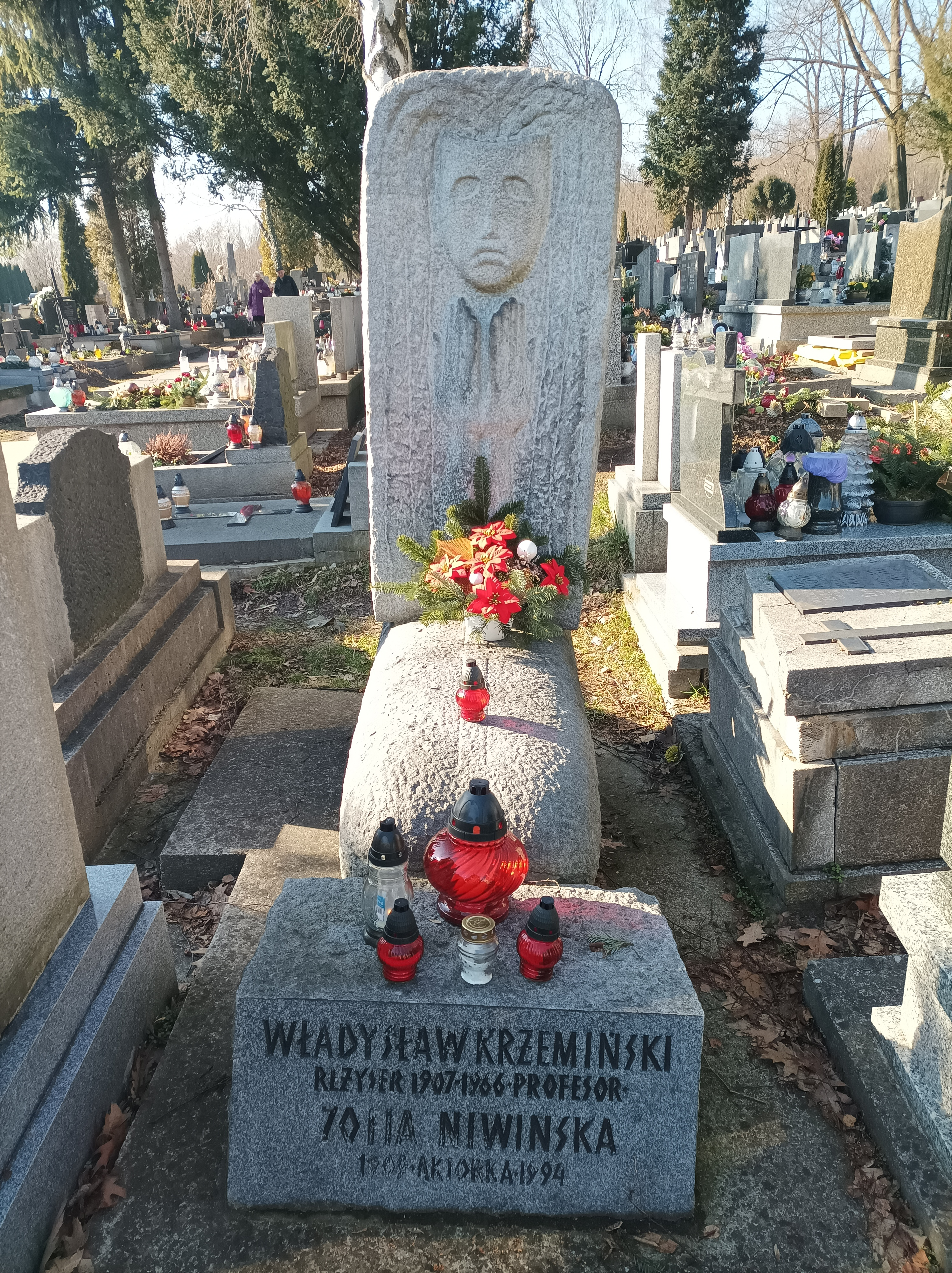
Grób Zofii Niwińskiej i Władysława Krzemińskiego na cmentarzu Salwatorskim w Krakowie

## Filmografia
- Dwie Joasie (1935)
- Ułan księcia Józefa (1937) – dama na dworze księcia
- Kłamstwo Krystyny (1939) – Halinka, gość na przyjęciu u Marleckich
- Ostatni etap (1947) – pani Laura
- Nieznany (1964) – majorowa
- Klub szachistów (1967)
- Podróż za jeden uśmiech (serial) (1971) – uczestniczka wczasów w siodle (odc. 7)
- Podróż za jeden uśmiech (1972) – uczestniczka wczasów w siodle
- Broda (1974) – Kościelska, gospodyni Krzysztofa
- Czterdziestolatek (1975) – profesorowa Nowowiejska, babcia Urszuli (odc. 12)
- Noce i dnie (serial) (1977) – odc. 12
- Po drodze (1979) – rola samej siebie - aktorki występującej w przedstawieniu "Biesów"
- Doktor Murek (1979) – "Hrabina", właścicielka noclegowni (odc. 4)]
- Z biegiem lat, z biegiem dni… (1980) – odc. 2
- Zamiana (1984) – Maria, matka Tolka i Marty
- Porcelana w składzie słonia (1988) – kioskarka